# Fjelstervang
Fjelstervang is een plaats in de Deense regio Midden-Jutland, gemeente Ringkøbing-Skjern. De plaats telt 445 inwoners (2008).